# NGC 2592
NGC 2592 é uma galáxia elíptica (E) localizada na direcção da constelação de Cancer. Possui uma declinação de +25° 58' 15" e uma ascensão recta de 8 horas, 27 minutos e 08,1 segundos.
A galáxia NGC 2592 foi descoberta em 11 de Março de 1785 por William Herschel.